# Batalla del Trèbia (218 aC)
La batalla del Trèbia va ser una batalla de la Segona Guerra Púnica entre els exèrcits romans i cartaginesos que va tenir lloc el 18 de desembre de l'any 218 aC a la vora del riu Trèbia, entre les ciutats de Placència (actual Piacenza) i Arimínium (actual Rímini).

## Antecedents
Hanníbal havia travessat els Alps i havia arribat a territori italià on l'esperava Publi Corneli Escipió. Van combatre a la batalla del Ticino, guanyada pels cartaginesos i on Escipió va resultar ferit. Es va retirar a Placència, on hi havia una colònia romana i una fortalesa. El senat va ordenar a l'altre cònsol Tiberi Semproni Llong que era a Sicília, que anés a reforçar Escipió. Els dos cònsols es van trobar al campament prop del riu Trèbia (afluent del Po que neix als Apenins), sense que Hanníbal fes cap moviment per impedir-ho. Semproni, després d'un breu descans, estava desitjós d'entrar en combat, i més després de què la seva cavalleria vencés els cartaginesos en una petita batalla a les planes de vora el riu. Hanníbal es va veure obligat a combatre contra l'impulsiu Semproni Llong abans que Escipió, més prudent, es guarís de les ferides i pogués assumir el comandament.
El desembre de l'any 218 aC va ser especialment fred i nevós. Escipió encara s'estava recuperant de les seves ferides però Semproni Llong estava neguitós per a lluitar. Inquiet per lluitar abans que Escipió es recuperés i, sobretot, abans de l'elecció dels nous cònsols per a la qual ja faltava poc, Semproni Llong va prendre mesures en previsió d'un xoc important. Hanníbal va preparar un pla per a treure profit de la impetuositat d'en Semproni, l'exèrcit d'Hanníbal va acampar a l'altra banda del riu. Va trobar una zona plana i lliure d'arbres però adient per a una emboscada, ja que estava travessada pel riu amb bancs plens de canyes i d'altres tipus de vegetació.
Hanníbal va enviar un escamot amb 1.000 homes d'infanteria lleugera i 1.000 de cavalleria a les ordres del seu germà Magó Barca a amagar-se entre les canyes a la riba i parar una emboscada als romans. Quan es va fer de dia va enviar la seva cavalleria fins al campament dels romans per tal de provocar-los i retirar-se a continuació fins a una posició on Magó els pogués atacar en el moment oportú.

## Esdeveniments
Tan bon punt Semproni va veure la cavalleria cartaginesa va enviar a la seva cavalleria a fer-los fora del campament. Poc després va llençar els seus 36.000 efectius d'infanteria romana, 4.000 de cavalleria aliada i 3.000 auxiliars gals al que li semblava que seria una victòria. Feia un dia rúfol, estava nevant i els romans no havien esmorzat encara, quan van travessar el gual del riu Trèbia estaven tan esgotats i glaçats que amb prou feines podien agafar les seves armes. Els cartaginesos a l'altra banda, s'havien alimentat bé i s'havien untat el cos d'oli.

Batalla del riu Trèbia

Hanníbal va col·locar les seves tropes a la posició que ell havia triat, col·locant una línia de 1.000 homes d'infanteria lleugera i darrere seu el cos principal format per 20.000 efectius d'infanteria africans, ibers, gals i celtes, amb 10.000 de cavalleria i tres elefants a les ales. La primera línia d'infanteria va cedir, però els vèlits (tropes lleugeres romanes) també es van retirar a través de les línies romanes.
Després van intervenir els hastats i els principes (infanteria pesant) que es van enfrontar als seus contrincants, mentre la infanteria combatia la cavalleria cartaginesa molt superior en nombre, els elefants van atacar la cavalleria romana. De mica en mica la cavalleria romana es va anar allunyant de la infanteria a la qual havia de protegir. Mentrestant Hanníbal va enviar els seus elefants a atacar els gals a l'extrem esquerre dels romans, els quals no havien vist mai un elefant, es van desmoralitzar i van retirar-se. Un cop la cavalleria romana es va allunyar del camp de batalla la cavalleria cartaginesa va caure sobre els seus flancs, dificultant el combat contra la infanteria que els feia front. En aquest moment la força amagada de Magó Barca va sortir del seu amagatall i va atacar a les ja pressionades tropes romanes des del seu darrere. Els romans afeblits pel fred, la gana i el cansament no van poder fer front a la pressió a què estaven sotmesos i finalment es van col·lapsar.
Més d'una tercera part dels romans va morir mentre intentava fugir, bé ofegats al riu o aixafats pels elefants. L'avantguarda del centre de Semproni Llong va tenir més sort i va trencar les línies enemigues fins a quedar separats de les seves ales. En veure que els flancs s'havien desbandat van decidir retirar-se en ordre fins a la ciutat de Piacenza.

## Conseqüències
Els romans atonits per la desfeta de Semproni Llong al riu Trèbia, aviat van fer plans per a fer front a l'amenaça que venia del nord. Semproni va tornar a Roma i el senat va decidir elegir 2 nous cònsols l'any vinent, el 217 aC. Els nous cònsols escollits van ser Gneu Servili i Gai Flamini, aquest últim va portar l'exèrcit romà al desastre del llac Trasimè i després a la batalla de Cannes.